# Cisco Certified Internetwork Expert
Cisco Certified Internetwork Expert  (kratica CCIE) je tehnična certifikacija ameriškega podjetja Cisco Systems, ki potrjuje visoko znanje inženirja za omrežja, in sicer načrtovanje, upravljanje in reševanje problemov v kompleksnih omrežjih z množico različnih naprav tega proizvajalca.
Certifikacija je sestavljena iz pisnega in praktičnega dela. Izpit se opravlja v enem izmed izpitnih centrov širom sveta (San Jose, Sydney, Peking, Bruselj, Bangalore, Tokio, Dubaj, Hongkong), sestavljen je iz dveurnega pisnega dela in deveturnega praktičnega dela. Zaradi zahtevnosti ima ugled enega najprestižnejših nazivov v panogi.